# Ferrocarril Madras-Arcot
El ferrocarril Madras-Arcot fou una de les primeres línies fèrries de l'Índia. Es va obrir el 1856. La línia tenia uns 100 km i unia el port de Madras (avui dia Chennai) amb Arcot.